# Igreja do Rosário (Curitiba)
A Igreja do Rosário - Santuário das Almas é um templo católico brasileiro. Construída em estilo barroco, está localizada no Largo da Ordem, defronte à Praça Garibaldi, no Centro Histórico de Curitiba, capital administrativa do estado do Paraná.
Foi erguida no mesmo local onde encontrava-se a "Igreja de Nossa Senhora do Rosário dos Homens Pretos de São Benedito", construída nos tempos da escravidão e demolida em 1931, um ano após o falecimento de Monsenhor Celso, pároco da cidade e curador da Catedral, que idealizou a nova obra e angariou recursos para a construção, que posteriormente passou a abrigar seu túmulo.
Tombada pelo município de Curitiba em 2016, é uma UIP - Unidade de Interesse de Preservação, pois mantém as características da arquitetura neocolonial da cidade.

## História
A primeira igreja do Rosário foi construída por e para os escravos e inaugurada em 1737, em estilo colonial. Foi o terceiro templo de Curitiba, depois da matriz e da Igreja da Ordem. Com a abolição da escravatura passou a ser conhecida como "Igreja dos Mortos' e 'Santuário das Almas', títulos originados da antiga tradição de se realizar missas de corpo presente, dada a sua localização, no caminho dos cortejos fúnebres que seguiam ao Cemitério Municipal, e atualmente pela missa diária aos falecidos das últimas 24 horas.
Foi a igreja matriz da cidade de 1875 a 1893, durante a reconstrução da atual Catedral Metropolitana, na Praça Tiradentes.
Sua fachada preserva azulejos da igreja original e seu interior abriga azulejos portugueses que contém representações dos Passos da Paixão.

## Galeria de fotos

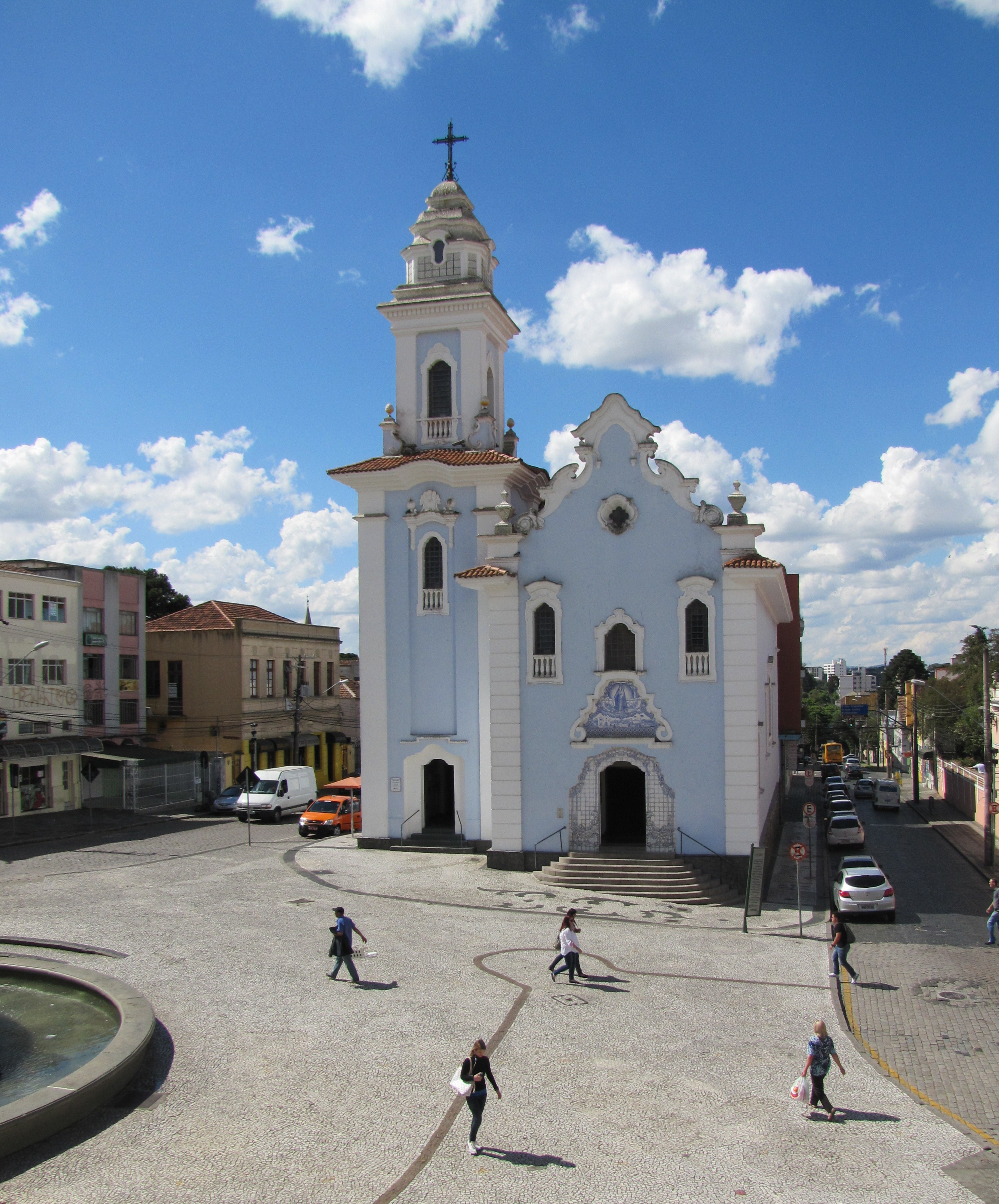
Igreja do Rosário vista da Praça Garibaldi
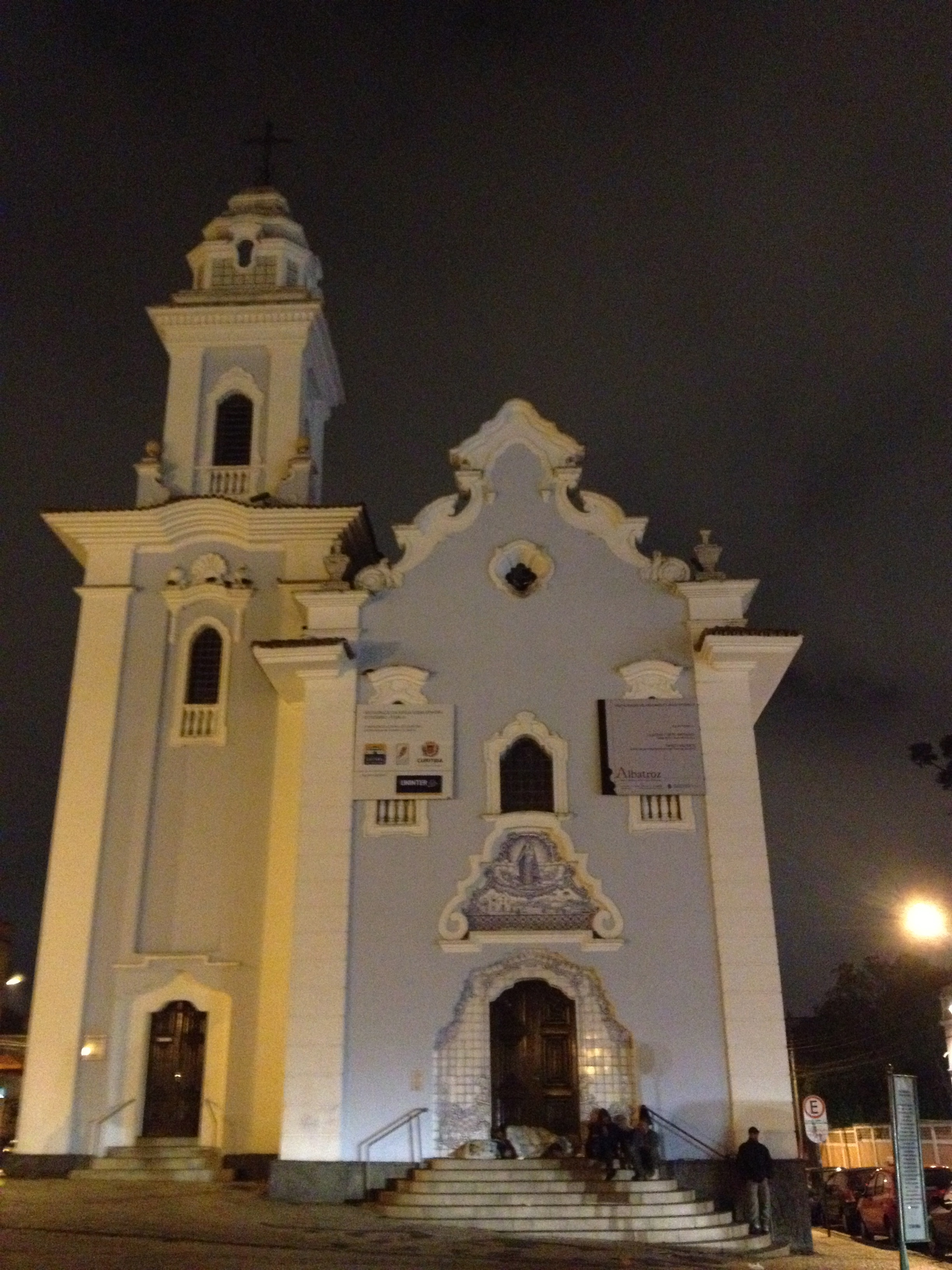
Fachada iluminada do templo
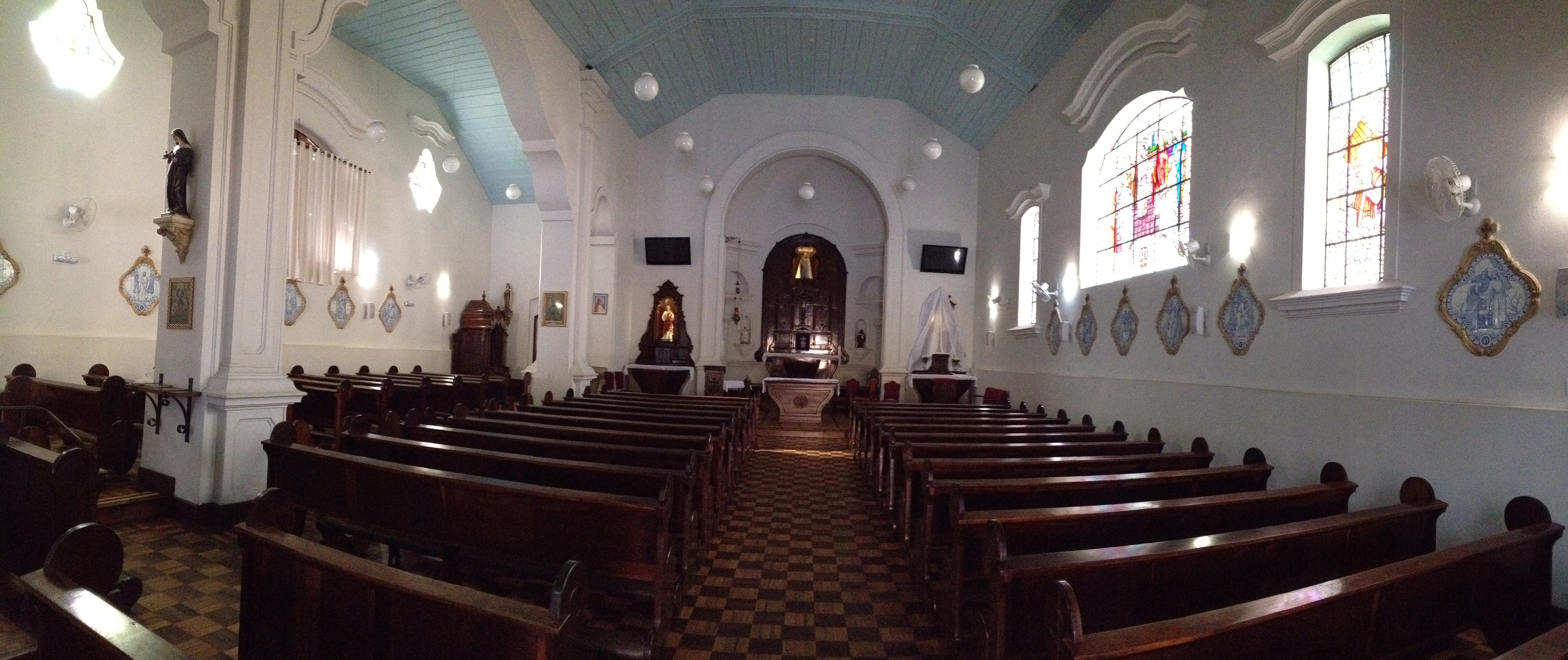
Interior da Igreja do Rosário
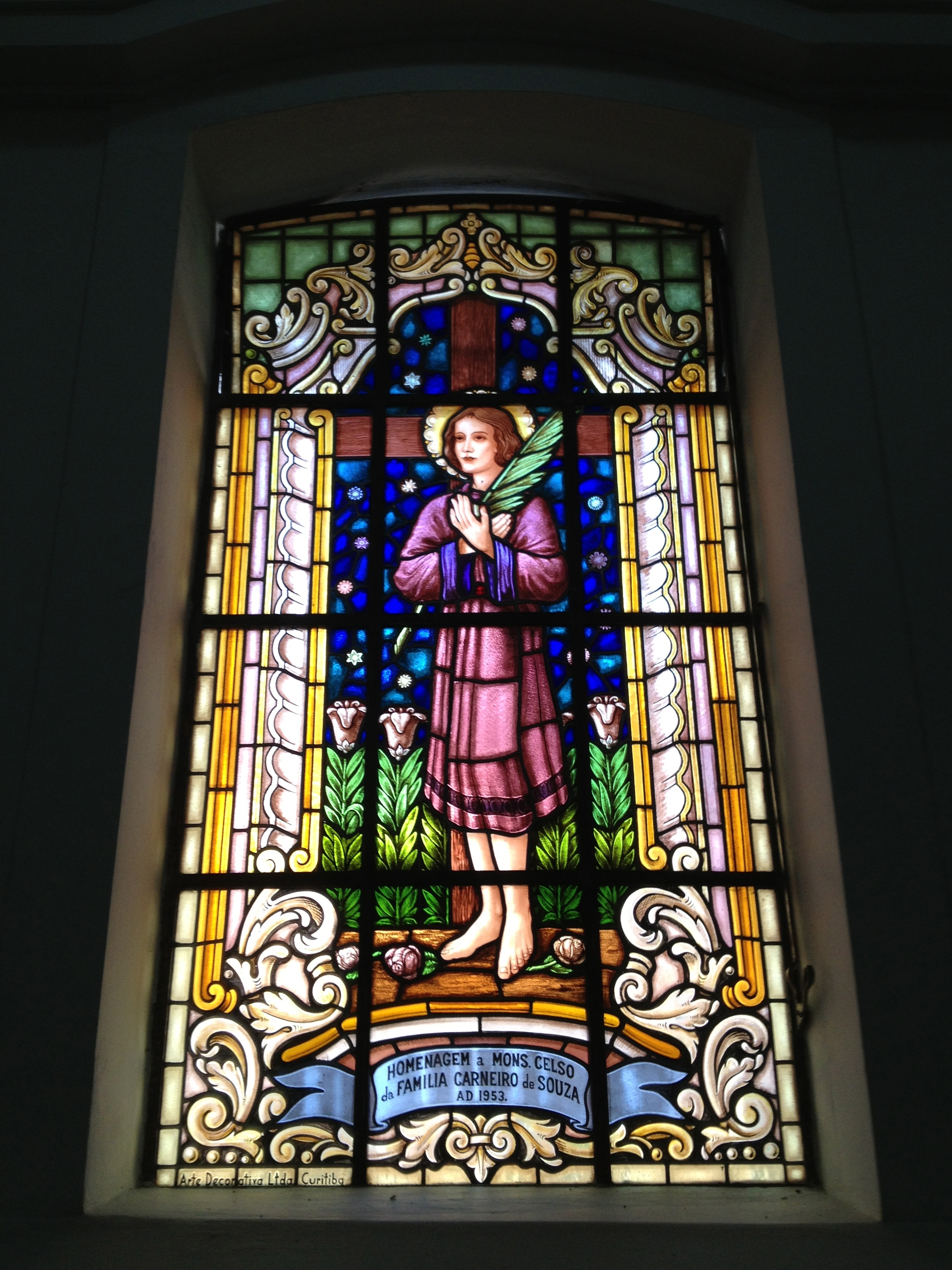
Um dos vitrais da igreja
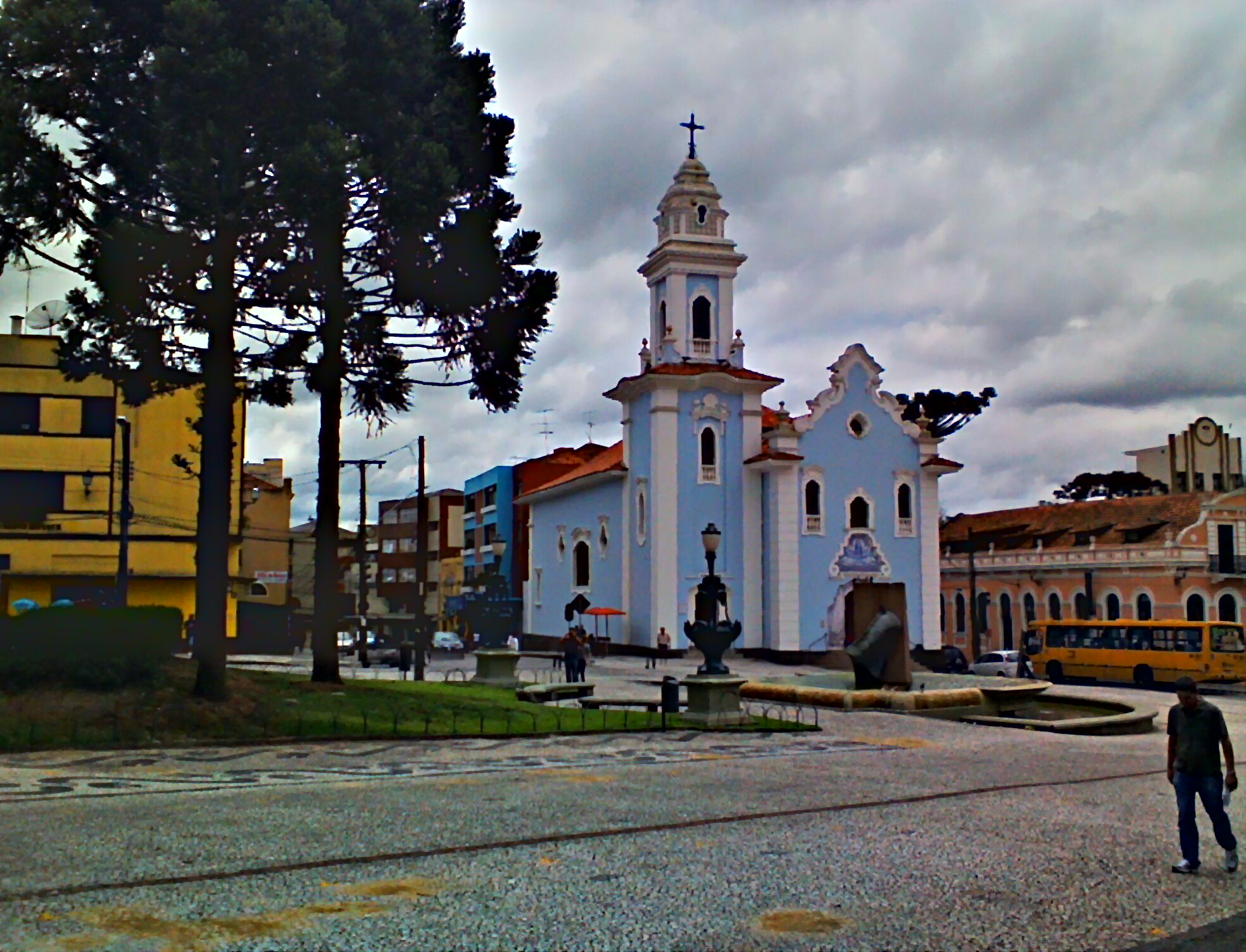
Igreja do Rosário
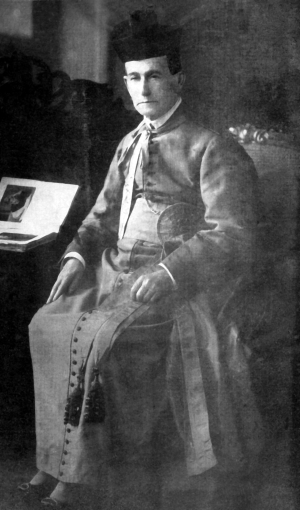
Monsenhor Celso, idealizador do templo